# اوردرایو میان‌ستاره‌ای
اوردرایور میان‌ستاره‌ای (به انگلیسی: Interstellar Overdrive) آهنگی در ژانر سایکدلیک راک است که در سال توسط ۱۹۶۶ توسط گروه سایکدلیک راکِ پینک فلوید نوشته‌شده و در اولین آلبومشان ،نی‌زن بر دروازه‌های سپیده‌دم، با مدت‌زمان ۱۰ دقیقه نیز منتشر شد. ویرایشی دیگر از آهنگ با مدت زمان ۱۶:۵۲ ثانیه را می‌توان در موسیقی متن فیلم امشب بگذار همه در لندن عشق بورزیم شنید. نسخه‌های دیگر در ضبط‌های بوتلگ از پینک فلوید قابل شنیدن است.

## سازندگان و مشارکت کنندگان
- راجر واترز - گیتار بیس
- نیک میسن - سازهای کوبه‌ای و درام
- ریک رایت - ارگ
- سید برت - گیتار